# Мавра (опера)
«Ма́вра» — одноактная комическая опера Игоря Стравинского на либретто, написанное Борисом Кохно по сюжету поэмы А.С. Пушкина «Домик в Коломне».

## История создания и постановка
«Мавра» написана на грани так называемых «русского» и «неоклассицистского» периодов композитора.
Литературной основой «Мавры» явилась поэма Александра Сергеевича Пушкина «Домик в Коломне». Посвящена опера «памяти Глинки, Пушкина и Чайковского».
Создавая в 1921 году «Мавру», Стравинский опирался, по его словам, на «пушкинский метод» — то есть «поэтическую структуру рифм» — и говорил, что в музыке оперы он «стремился передать „зефир“ пушкинских строк». По словам композитора: «В музыкальном плане эта поэма Пушкина вела меня непосредственно к Глинке и Чайковскому, и я решительно встал на их сторону».
Постановку оперы осуществила Бронислава Нижинская. Премьера (Париж, 3 июня 1922 года — на французском языке силами антрепризы С. П. Дягилева, дирижировал Г. Фительберг) прошла очень неудачно — артисты оперы не смогли выполнить пластические задачи, которые перед ними поставила Бронислава Нижинская. Об этом Стравинский писал в автобиографии «Хроника моей жизни»: «У неё были чудесные находки, но, к сожалению, она натолкнулась на полную неспособность оперных артистов подчиняться непривычной для них дисциплине и технике». Опера была первоначально показана в концертном исполнении 29 мая 1922 года на вечере, который Дягилев давал в отеле «Континенталь».
Спектакль шёл в один вечер с  балетом-пантомимой с пением «Байка про лису, петуха, кота да барана». Декорации и костюмы для «Сказки» подготовил Михаил Ларионов, а для «Мавры» — Леопольд Сюрваж. Сохранились эскизы Леона Бакста, которые не были использованы.
Действующие лица: Параша (сопрано), Гусар (тенор), Мать (меццо-сопрано), Соседка (меццо-сопрано).

## Восприятие
По словам композитора, в музыкальных кругах «её сочли нелепой выдумкой и явною неудачей»: «Так её приняла и критика, в частности, та, которая до войны считалась левой. Она осудила моё произведение в целом как совершенно ничтожное, недостойное более подробного изучения». Не оценила оперу не только «левая» критика — «неудачей» композитора счёл её известный музыкальный критик русского зарубежья Борис Шлёцер. Не принял оперу и Морис Равель.
Однако среди музыкантов были и положительные оценки. Так, Дариюс Мийо писал, что из произведений Стравинского того периода его больше всего трогает именно «Мавра»: «Всё в ней чудесным образом уравновешено и превосходно расположено; трогательные мелодии перемежаются с самыми веселыми и живыми сценами». Дирижер Эрнест Ансерме в журнале «Melos» в июле 1922 года в своей статье «Русская музыка» утверждал, что «Мавра» представляет собой «начало нового периода, в котором композитор освобождается от всех сковывающих его пут».
Борис Асафьев, называя оперу «бытовым водевилем», писал в своей монографии «Книга о Стравинском»:
по охвату ритмоинтонационного материала «Мавра» произведение синтетическое, а по отбору среди материала она является сложным комплексом, в котором мелос Глинки, Даргомыжского и Чайковского смешан с «жестокими» любовными романсами под гитару, с сентиментальной купеческо-«мещанской лирикой» невест и их наперсниц у Островского, с залихватской цыганской песней представителей всяческой богемы — офицерской, актёрской, литературной, и с интонациями «военной музыки».